# Alfonso Ferrabosco II
Alfonso Ferrabosco II ou Alfonso Ferrabosco le jeune est un compositeur et joueur de viole de gambe, anglais d'origine italienne, de la Renaissance tardive et des débuts de l'époque baroque, né à Greenwich vers 1575 et mort en cette même ville en 1628.
Ce compositeur de talent fut l'un de ceux qui participèrent au développement de la « lyra-viol » en Angleterre, une petite basse de viole utilisée en Angleterre au XVIIe siècle qui doit son nom à certaines similitudes avec le « lirone » : ses contemporains disaient de lui qu'il avait été un des premiers à écrire pour cet instrument.

## Biographie
Alfonso Ferrabosco II était le fils illégitime du célèbre compositeur italien Alfonso Ferrabosco l'ancien (1543-1588) qui résida en Angleterre de 1562 à 1578. Après le départ de son père pour l'Italie, Alfonso II est placé sous la tutelle de Gomer van Awsterwycke, musicien de la cour d'Élisabeth Ire d'Angleterre.
L'estime des Anglais pour Alfonso I est telle que la cour accorde à Gomer van Awsterwycke un soutien financier pour l'éducation d'Alfonso II. Bien qu'Alfonso I ait demandé que son fils lui soit envoyé en Italie, la reine insiste pour que ce dernier reste en Angleterre. Après la mort de son tuteur en 1592, Alfonso Ferrabosco II entre au service de la reine en qualité de musicien pour les violes. Après la mort de la reine, Alfonso devient maître de musique des jeunes princes royaux.
Sa réputation était largement basée sur sa virtuosité à la viole mais aussi sur ses compositions pour consort de violes.  Il fut le premier à publier un livre de musique entièrement consacré à la lyra-viol. Ce recueil de 1609 est intitulé "Lessons for 1, 2 and 3 Viols" : son titre ne mentionne pas le terme lyra viol mais, dans l'ouvrage, on peut lire en haut des pages « Lessons for the lyra-viol », ce qui laisse supposer que ces pièces peuvent être jouées sur une viole dont l'accord est changé, c'est-à-dire sur une « viol, lyra-way »,.

## Titres
En 1623, Ferrabosco II portait le titre de musicien de la chambre royale.

## Œuvres
- 1609 : Lessons for 1, 2 and 3 Viols, premier livre de musique entièrement consacré à la lyra-viol[3],[4],[2] ;
- 1605 à 1622 : composition de huit "Masques" avec Ben Jonson[4] et Inigo Jones.

## Discographie
- Lessons for the lyra-violl : Alfonso Ferrabosco II et William Corkine - Jordi Savall, lyra-viol (Astrée E 7750).
- Alfonso Ferrabosco, The Younger, Consort Music for the Viols in 4, 5 & 6 Parts - Hespèrion XXI, Jordi Savall (décembre 2002 et février 2003, Alia Vox AVSA 9832)[5].

On trouve également quatre pièces de Ferrabosco sur le disque « Why not here - Music for two lyra-viols » enregistré en 2001 par Friederike Heumann et Hille Perl.